# Omul care își confunda soția cu o pălărie
Omul care își confunda soția cu o pălărie (The Man Who Mistook His Wife for a Hat and Other Clinical Tales) este o carte scrisă de neurologul Oliver Sacks și publicată în 1985, care prezintă studiile de caz ale câtorva pacienți ai săi. Titlul este inspirat de cazul unui bărbat care suferea de agnozie vizuală.
Cartea conține 24 de eseuri grupate în patru secțiuni, fiecare descriind un anumit aspect al funcționării creierului: deficite și excese în primele două secțiuni, și manifestări legate de amintiri spontane, percepție alterată și calități extraordinare ale minții celor considerați "retardați mental", în ultimele două secțiuni.
Pe baza cărții a fost realizată și o piesă de operă cu același nume de către Michael Nyman, cu premiera în 1986.